# Virus de Dobrava-Belgrade
Orthohantavirus dobravaense
Espèce
Synonymes
Anciens noms de l'espèce :
- Dobrava-Belgrade hantavirus
- Dobrava-Belgrade virus

Orthohantavirus dobravaense (DOBV), le virus de Dobrava-Belgrade, est une espèce de virus à ARN enveloppé monocaténaire de polarité négative (groupe V de la classification Baltimore) de l'ordre des Bunyavirales. Cet orthohantavirus de l'Ancien Monde est l'agent causal de la fièvre hémorragique à hantavirus sévère avec syndrome rénal.

## Historique
Le virus a été isolé pour la première fois en 1985 chez un mulot à collier roux (Apodemus flavicollis) trouvée dans le village de Dobrava, dans le sud-est de la Slovénie,. L'espèce a ensuite été isolée chez des mulots rayés en Russie et dans d'autres parties de l'Europe de l'Est. Il a également été trouvé en Allemagne, mais sans identifier le réservoir animal local.

## Génotypes
On distingue quatre génotypes décrits :
- Dobrava, observée principalement dans le sud-est de l'Europe ;
- Kurkino, observé dans toute l'Europe du Nord et de l'Est ;
- Saaremaa (en), observé en Estonie et en Slovaquie ;
- Sotchi, observé dans la région côtière de la mer Noire en Russie.

Les quatre génotypes ont chacun leur propre réservoir naturel :
- Dobrava : mulot à collier roux ;
- Kurkino : mulot rayé ;
- Saaremaa : mulot rayé ;
- Sotchi : mulot pontique (en).

## Maladie
La présentation clinique varie entre les quatre génotypes. Le sous-type de Dobrava est la plus virulent, avec un taux de létalité de 10 à 12 %, suivi par le sous-type de Sochi avec plus de 6 %, celui de Kurkino, allant de 0,3 % à 0,9 % et enfin le sous-type de Saaremaa, qui semble être principalement subclinique car aucune maladie n'a été signalée malgré un taux de séropositivité relativement élevé.